# Christianisme en Libye
 (mars 2008).
Améliorez-le ou discutez des points à vérifier. 

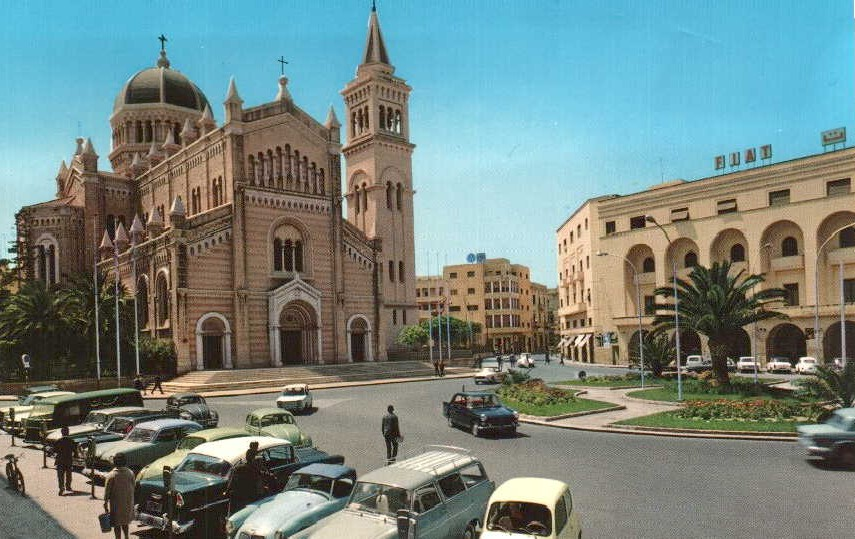
La cathédrale de Tripoli,construite durant la colonisation italienne, dans les années 1960, devenue depuis une mosquée.

Les Chrétiens de la Libye sont une petite minorité (2,7 % vers 2000).

## Histoire
Du temps de la province d'Afrique (de -146 à +435 environ), dès l'âge apostolique (Ier siècle), la Libye est christianisée : christianisme primitif, christianisme en Afrique romaine, christianisme au Maghreb d'époque romaine, Tripolitaine (à partir de Carthage), Cyrénaïque (à partir d'Alexandrie).
Le Royaume vandale (435-534), du moins en Tripolitaine amène l'arianisme, ce qui entraîne des conflits avec certaines populations berbères trinitaires.
L'exarchat de Carthage (591-698) rétablit un christianisme trinitaire.
La conquête musulmane du Maghreb (647-709) et l'arabisation et l'islamisation consécutives résolvent les tensions théologiques chrétiennes pour longtemps en Libye.
La régence de Tripoli (1551-1911), sous autorité ottomane, réintroduit une certaine tolérance pour les chrétiens, sous statut discriminatoire de dhimmi. L'ordre des Frères mineurs (Franciscains) œuvrent en direction des esclaves chrétiens des bagnes de Tripoli (esclavage en Libye),  puis des marchands des Échelles du Levant. Vers 1900-1910, le nombre de chrétiens est réputé approcher les 10 000 fidèles.
L'époque de la Libye italienne (1911-1943/1947) permet un nouveau développement du christianisme, avec églises, institutions éducatives et caritatives. 
Après l'indépendance (1951), le royaume de Libye (1951-1969) admet quelque tolérance.
À partir de 1970, toute présence italienne est officiellement terminée.
Le maintien d'une dizaine de prêtres (et de deux diocèses) est vite insuffisant pour la présence étrangère nécessaire (services de santé, construction des infrastructures) : Indiens, Pakistanais, Turcs, Égyptiens, Philippins, Polonais, Coréens, etc.

## Situation actuelle
Vers 2000, en tout cas avant la première guerre civile libyenne (2011) puis la deuxième guerre civile libyenne (2014-2020), la population chrétienne est estimée à 100 000 baptisés.
La majorité des chrétiens de Libye seraient des Coptes (60 000), d'Égypte ou de de Libye. 
Selon World Christian Encyclopedia, le second plus grand groupe religieux chrétien serait les catholiques romains, suivis par les orthodoxes et les protestants. Environ 40 000 catholiques romains vivraient en Libye, principalement d'origine italienne ou maltaise, avec deux évêques, un à Tripoli et un à Benghazi. 
Il existe une paroisse anglicane à Tripoli, dépendant du diocèse anglican égyptien au Caire. 
Enfin, de très nombreux migrants Africains sont Chrétiens, protestants, catholiques, coptes Orthodoxes, et viennent d'Afrique subsaharienne : Nigeria, Ghana, Érythrée, Éthiopie, Soudan, etc..
Être chrétien dans ce pays n'est pas sans problème : impossibilité de célébrer publiquement le culte le dimanche, difficulté à porter les signes de sa foi (une simple croix, par exemple), etc. Souvent les catholiques rassemblés devant la seule église de Tripoli sont l'objet de manifestations hostiles. Une des manifestations les plus virulentes concerne l'affaire des martyrs coptes de Libye (2015), exécutés par le groupe État islamique en Libye (2014) à Syrte.

## Sources
- World Christian Encyclopedia, Second edition, tome 1
- (en) Current Dioceses in Libyan Arab Jamahiriya
- (en) International Religious Freedom Report 2006 - Site du département d'État des États-Unis
- (de) Deutsche Evangelische Allianz